# (9172) Абхрэму
(9172) Абхрэму (лат. Abhramu) — околоземный астероид из группы Амура (III), который был открыт 29 июля 1989 года американскими астрономами Кэролин и Юджином Шумейкерами в Паломарской обсерватории и назван в честь мифических слонов Абхрэму (англ. Abhramu) из индийской легенды. 

Орбита астероида Абхрэму и его положение в Солнечной системе